# Красна Горка (Торжоцький район)
Красна Горка (рос. Красная Горка) — присілок в Торжоцькому районі Тверської області Російської Федерації.
Населення становить 38 осіб. Входить до складу муніципального утворення Яконовське сільське поселення.

## Історія
Від 2005 року входить до складу муніципального утворення Яконовське сільське поселення.

## Населення
| 2010 |
| ---- |
| 38   |